# RIIZING
《RIIZING》은 대한민국의 보이 밴드 라이즈의 첫 익스텐디드 플레이이다. 2024년 6월 17일 SM 엔터테인먼트를 통해 카카오엔터테인먼트에서 발매된 타이틀곡 〈Boom Boom Bass〉와 선공개 싱글 〈Talk Saxy〉, 〈Love 119〉, 〈Siren〉, 〈Impossible〉을 포함한 8개의 트랙으로 구성되어 있다. 2024년 9월 4일, 그룹의 데뷔 1주년을 기념하여 EP의 스페셜 리패키지 버전인 RIIZING: Epilogue가 싱글 〈Combo〉가 추가되어 발매되었다.

## 배경 및 발매

### RIIZING
2024년 3월 5일, SM 엔터테인먼트는 라이즈가 2024년 5월 RIIZING Day 팬콘 투어를 시작하고 2분기 중 미니 앨범을 발매할 것이라고 발표했다. 2024년 4월 3일, 라이즈는 "Real-time Oddysey" 스케줄 포스터를 공개하며 첫 EP RIIZING의 발매일, 선공개 싱글, 앨범 프로모션 및 추가 활동을 공개했다. 4월 3일과 18일, 그룹은 "Siren"과 "Impossible"을 뮤직 비디오와 함께 선공개 디지털 싱글로 발매했다. 4월 29일, 라이즈는 스트리밍 서비스에서 "Honestly", "9 Days", "One Kiss" 세 곡을 추가로 발매했다. 2024년 6월 4일, 그룹은 프랑스 DJ 다리우스가 프로듀싱한 "Impossible"의 리믹스 버전을 발매했다. 2024년 6월 17일, 타이틀곡 "Boom Boom Bass"와 뮤직 비디오와 함께 공식적으로 발매되었다.

### RIIZING: Epilogue
2024년 9월 2일, SM은 라이즈가 2024년 9월 4일 타이틀곡 "Combo"와 함께 첫 리패키지 EP인 RIIZING: Epilogue를 발매할 것이라고 발표했다. 이 날짜는 그룹의 데뷔 1주년이기도 하다.

## 구성
"감성 팝 앨범"으로 묘사된 EP RIIZING은 "펑키한 디스코 비트", "그루비한 베이스 라인"과 "서로에 대한 흥분을 베이스 기타를 연주하며 자유롭게 표현하는 청춘"에 대한 가사가 특징인 댄스 팝 곡인 타이틀곡 "Boom Boom Bass"로 시작한다. 두 번째 트랙인 "Siren"은 "붐뱁 드럼"과 "강력한 베이스 리프"와 같은 90년대 힙합 요소를 포함한다. 세 번째 트랙인 "Impossible"은 "리드미컬한 하우스 비트"와 "신비로운 신시사이저"가 특징이며, "함께 추구할 때 무엇이든 가능하다"는 가사를 담고 있다. 네 번째 트랙인 "9 Days"는 "활기찬 신시사이저와 드럼", "전염성 있는 멜로디"가 특징인 댄스 곡으로, "몇 주가 9일처럼 느껴지지만 (라이즈는) 꿈을 계속 추구한다"는 내용을 전달한다. 다섯 번째 트랙인 "Honestly"는 "몽환적인 신스 패드", "트랩 드럼 비트", "편안한 보컬"이 결합된 R&B 팝 곡이다. 여섯 번째 트랙인 "One Kiss"는 "웅장한 현악기"와 "강력한 드럼"이 특징인 미드 템포 곡이다. 앨범은 이전에 발매된 싱글 "Talk Saxy"와 "Love 119"로 마무리된다. "Talk Saxy"는 색소폰 리프와 808 베이스를 특징으로 하며, "Love 119"는 "달콤한 피아노 리프"와 한국 밴드 이지의 "응급실"을 샘플링한다.

## 프로모션
아시아와 북미의 19개 도시에서 31회 공연을 개최한 RIIZING Day 콘서트 투어를 통해 그룹에 의해 홍보되었다. EP의 모든 곡이 세트리스트에 포함되었다.

## 상업적 성과
RIIZING은 2024년 6월 16~22일자 대한민국 써클 앨범 차트에서 1,070,823장 판매로 2위로 데뷔했다.

## 곡 목록
| #            | 제목               | 작사                                                                     | 작곡                                                                             | 편곡                           | 재생 시간 |
| ------------ | ------------------ | ------------------------------------------------------------------------ | -------------------------------------------------------------------------------- | ------------------------------ | --------- |
| 1.           | 〈Boom Boom Bass〉 | 피터 발레빅 다니엘 다비드센 벤 사마마 데이비드 아크라이트 킬 정진 차메인 | 발레빅 다비드센 사마마 아크라이트                                                | PhD                            | 2:32      |
| 2.           | 〈Siren〉          | 벤자민 55 영 찬스 자이도 방혜현                                          | 벤자민 55 영 찬스 자이도                                                         | 벤자민 55                      | 2:27      |
| 3.           | 〈Impossible〉     | 데이비드 윌슨 제임스 애브라하트 듀웨인 휘트모어 주니어 황유빈 (XYXX)     | 윌슨 애브라하트 휘트모어                                                         | 드윌리                         | 3:02      |
| 4.           | 〈9 Days〉         | 방혜현                                                                   | 어거스트 리고 방 닉 칸들러 메이드인dvnn 진 찬                                    | 리고 방 칸들러 메이드인dvnn 찬 | 2:40      |
| 5.           | 〈Honestly〉       | 박지현 (아티펙트)                                                        | 셀린 스반백 모텐센 라스무스 그레게르센 다이콤 디에고 홀랜드 컷파더 루이사 롤랜더 | 그레게르센 미치 한센           | 3:14      |
| 6.           | 〈One Kiss〉       | 조윤경                                                                   | 다니엘 시저 사이먼 얀로브                                                        | 시저 얀로브                    | 3:32      |
| 7.           | 〈Talk Saxy〉      | 브라이스 폭스 토니 페라리 주렉 르우나매키 당케                           | 폭스 페라리 르우나매키 사뮤엘 (데케이드 +) 테이 재스퍼 아드리안 맥키넌           | 주렉 벤자민 55                 | 3:10      |
| 8.           | 〈Love 119〉       | 제이슨 해스 콜린 매갈롱 데이비드 윌슨 MZMC 정다슬 차메인 문설리 조윤경   | 해스 매갈롱 윌슨 MZMC                                                            | 드윌리 MZMC                    | 2:53      |
| 총 재생 시간 | 총 재생 시간       | 총 재생 시간                                                             | 총 재생 시간                                                                     | 총 재생 시간                   | 23:30     |

| #            | 제목         | 작사         | 작곡                                                      | 편곡                 | 재생 시간 |
| ------------ | ------------ | ------------ | --------------------------------------------------------- | -------------------- | --------- |
| 1.           | 〈Combo〉    | Kenzie       | 켄지 로니 스벤센 아드리안 테센 안네 주디스 윅 보비 루이스 | 켄지 스벤센 피자펑크 | 3:39      |
| 총 재생 시간 | 총 재생 시간 | 총 재생 시간 | 총 재생 시간                                              | 총 재생 시간         | 27:10     |

### 내용주
- "Love 119"에는 신동우가 작사 및 작곡하고 이지가 연주한 "응급실"(2005)의 샘플 요소가 포함되어 있다.[13]

## 차트
| 차트 (2024)                         | 최고 순위 |
| ----------------------------------- | --------- |
| 벨기에 앨범 (울트라탑 플랑드르)     | 87        |
| 일본 앨범 (오리콘)                  | 1         |
| 일본 합산 앨범 (오리콘)             | 1         |
| 일본 핫 앨범 (Billboard Japan)      | 1         |
| 대한민국 앨범 (Circle)              | 2         |
| 미국 Heatseekers Albums (Billboard) | 5         |
| 미국 Top Albums Sales (Billboard)   | 11        |
| 미국 World Albums (Billboard)       | 5         |

| 차트 (2024)                    | 최고 순위 |
| ------------------------------ | --------- |
| 일본 앨범 (오리콘)             | 2         |
| 일본 합산 앨범 (오리콘)        | 2         |
| 일본 핫 앨범 (Billboard Japan) | 3         |
| 대한민국 앨범 (Circle)         | 1         |

| 차트 (2024)          | 최고 순위 |
| -------------------- | --------- |
| 일본 앨범 (오리콘)   | 9         |
| 대한민국 앨범 (써클) | 1         |

| 차트 (2024)          | 최고 순위 |
| -------------------- | --------- |
| 일본 앨범 (오리콘)   | 6         |
| 대한민국 앨범 (써클) | 7         |

| 차트 (2024)          | 순위 |
| -------------------- | ---- |
| 일본 앨범 (오리콘)   | 42   |
| 대한민국 앨범 (써클) | 21   |

| 차트 (2024)          | 순위 |
| -------------------- | ---- |
| 대한민국 앨범 (써클) | 76   |

## 인증
| 국가                       | 인증   | 판매량/출하량 |
| -------------------------- | ------ | ------------- |
| 대한민국 (KMCA)            | 밀리언 | 1,000,000^    |
| ^출하량을 기반으로 한 인증 |        |               |

| 국가                       | 인증     | 판매량/출하량 |
| -------------------------- | -------- | ------------- |
| 대한민국 (KMCA)            | 플래티넘 | 250,000^      |
| ^출하량을 기반으로 한 인증 |          |               |

## 발매 역사
| 지역     | 날짜             | 형식                     | 버전     | 레이블             |
| -------- | ---------------- | ------------------------ | -------- | ------------------ |
| 대한민국 | 2024년 6월 17일  | CD                       | 스탠더드 | SM 카카오          |
| 기타     | 2024년 6월 17일  | 디지털 다운로드 스트리밍 | 스탠더드 | SM 카카오          |
| 일본     | 2024년 7월 7일   | CD                       | 스탠더드 | SM Universal Japan |
| 기타     | 2024년 9월 4일   | 디지털 다운로드 스트리밍 | 재발매   | SM 카카오          |
| 대한민국 | 2024년 9월 19일  | CD                       | 재발매   | SM 카카오          |
| 일본     | 2024년 10월 19일 | CD                       | 재발매   | SM Universal Japan |